# 博凱納山脈國家公園

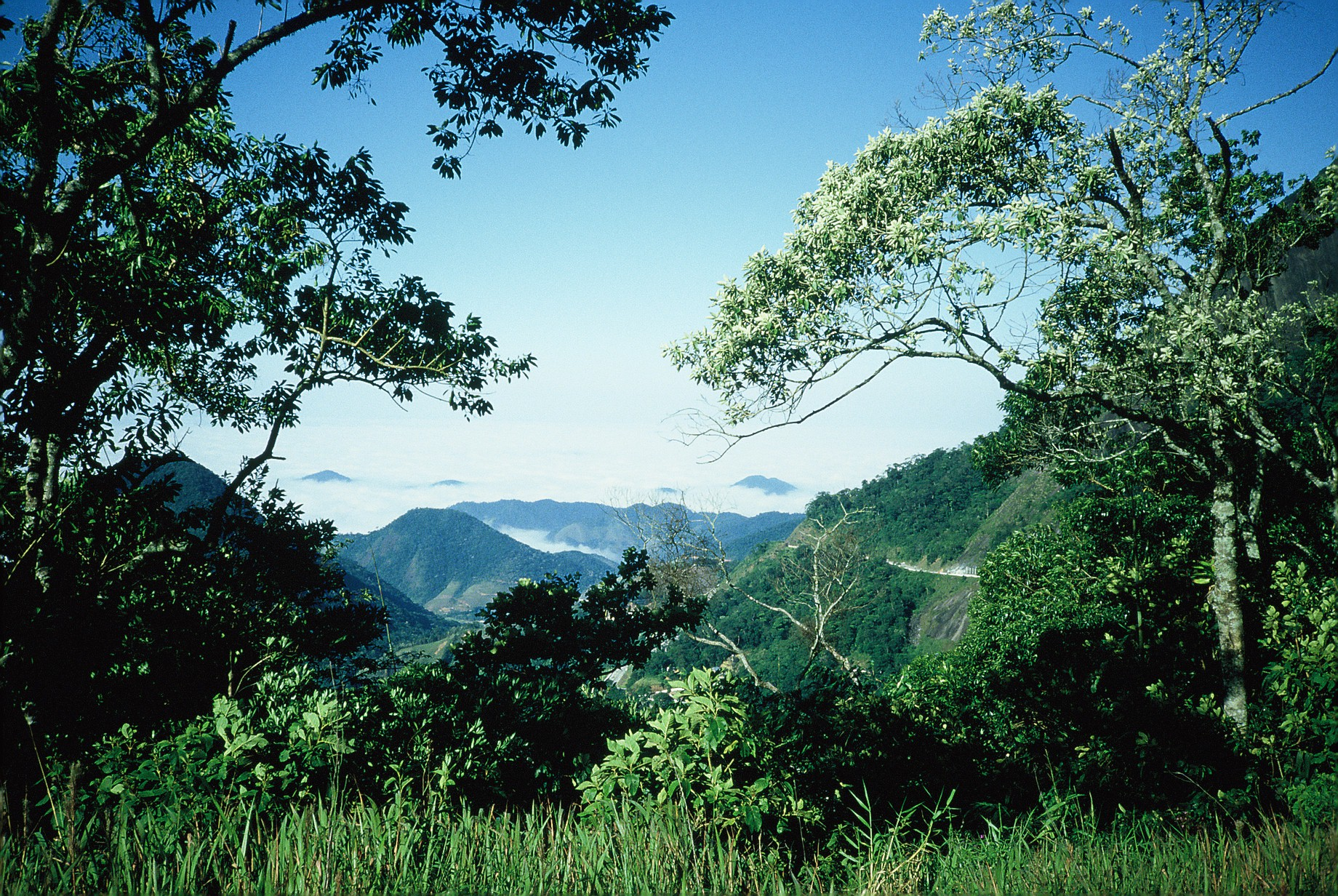

22°57′47″S 44°40′12″W / 22.963°S 44.67°W
博凱納山脈國家公園（葡萄牙語：Parque Nacional da Serra da Bocaina），是巴西的國家公園，位於該國東南部里約熱內盧州和聖保羅州，成立於1972年6月8日，佔地10.4萬公頃，最高點海拔高度2,088米。